# Kevin o Chris
Kevin de Oliveira Zanoni (Duque de Caxias, 5 de dezembro de 1996), mais conhecido pelo seu nome artístico Kevin o Chris, é um cantor e compositor brasileiro de funk carioca, conhecido como um dos principais representantes da vertente 150 BPM.

## Carreira
Kevin iniciou a sua carreira no mundo do funk em 2014, como DJ em festas na cidade de Duque de Caxias, onde nasceu e cresceu, adotando o nome artístico de DJ Kevin e trabalhando em dueto com o DJ Davizinho. O apelido veio por conta de uma semelhança de Kevin e Davizinho com os personagens Chris e Greg da série Todo Mundo Odeia o Chris, sendo Kevin chamado de "Kevin o Chris" (nome que adota até hoje) e Davizinho chamado de "Davizinho o Greg" (também utilizado por ele ainda hoje). No ano de 2018, Kevin o Chris se tornou um dos principais artistas da vertente do funk carioca conhecida por "funk 150 BPM", constituída de batidas mais aceleradas que as tradicionais, e da festa "Baile da Gaiola", originária do Complexo da Penha. Um de seus primeiros sucessos foi a canção "Dentro do Carro", que utilizou o sample de "Day Tripper", da banda inglesa The Beatles, e foi disponibilizada como "single" no último dia do ano de 2018.
A primeira canção de Kevin o Chris a alcançar o topo das paradas musicais brasileiras foi "Vamos Pra Gaiola", em referência ao Baile da Gaiola e com participação do DJ FP do Trem Bala, que em fevereiro de 2019 atingiu o ápice das paradas nacionais do Spotify. A canção recebeu certificação tripla de platina por ter tido mais de 130 milhões de execuções nas plataformas digitais. Em abril de 2019, Kevin o Chris recebeu reconhecimento internacional quando a canção "Ela é do Tipo" alcançou o Top 10 Global do Spotify, tendo ficado em primeiro lugar nas paradas do Brasil por várias semanas. O sucesso foi tão marcante que a canção se tornou tema da nova campanha do aplicativo e ter sido a música mais executada no YouTube no Brasil. A canção "Evoluiu", lançada em junho do mesmo ano, alcançou a segunda posição nacional do chart.
Kevin foi convidado para participar do show do cantor norte-americano Post Malone durante a apresentação do rapper no festival Lollapalooza do ano de 2019, sendo bem recebido pela mídia. Em junho, o cantor lançou o seu primeiro EP, chamado "#TBTdasBrabas", composto por quatro músicas antigas e que não haviam sido disponibilizadas no formato de singles. Em julho de 2019, o cantor lançou o videoclipe da música "Resenha Lá em Casa", com a cantora Pocah, com referências a série Stranger Things.

## Discografia

### Álbuns

#### Álbuns ao vivo
| Álbum                  | Detalhes |
| ---------------------- | --- |
| Evoluiu                | - Lançamento: 13 de fevereiro de 2020 - Formatos: DVD, download digital, streaming - Gravadora: Som Livre                                              |
| Todo Mundo Ama o Chris | - Lançamento: 9 de abril de 2021 - Formatos: DVD, download digital, streaming - Distribuidora digital: ONErpm                                          |
| Sonho de Garoto        | - Lançamento: 20 de maio de 2022 (padrão) / 10 de agosto de 2022 (deluxe) - Formatos: DVD, download digital, streaming - Distribuidora digital: ONErpm |

#### Álbuns de estúdio
| Álbum          | Detalhes |
| -------------- | --- |
| Tamborzão Raiz | - Lançamento: 4 de novembro de 2022 (padrão) / 16 de dezembro de 2022 (deluxe) - Formatos: Download digital, streaming - Distribuidora digital: ONErpm |

### Singles
| Título                                                                         | Ano  | Melhores posições | Certificações     | Álbum                         |
| Título                                                                         | Ano  | BRA               | Certificações     | Álbum                         |
| ------------------------------------------------------------------------------ | ---- | ----------------- | ----------------- | ----------------------------- |
| "Eu Vou pro Baile da Gaiola"                                                   | 2018 | —                 |                   | Não adicionado à nenhum álbum |
| "Finalidade Era Ficar em Casa"                                                 | 2018 | —                 |                   | Não adicionado à nenhum álbum |
| "Dentro do Carro"                                                              | 2018 | —                 |                   | Não adicionado à nenhum álbum |
| "Vamos pra Gaiola" (com FP do Trem Bala)                                       | 2019 | —                 | - PMB: 3x Platina | Não adicionado à nenhum álbum |
| "Ela é do Tipo"                                                                | 2019 | —                 |                   | Não adicionado à nenhum álbum |
| "Evoluiu" (part. Sodré)                                                        | 2019 | —                 |                   | Evoluiu                       |
| "Resenha Lá em Casa (part. Pocah)                                              | 2019 | —                 |                   | Não adicionado a nenhum álbum |
| "Ela é do Tipo" (Remix) (part. Drake)                                          | 2019 | —                 |                   | Não adicionado a nenhum álbum |
| "Romance Proibido" (part. Ferrugem)                                            | 2020 | 91                | - PMB: Ouro       | Evoluiu                       |
| "Saudade Né (part. Dilsinho)                                                   | 2021 | 33                |                   | Não adicionado à nenhum álbum |
| "Tipo Gin (E Ela Tá Movimentando)"                                             | 2021 | 30                |                   | Não adicionado à nenhum álbum |
| "Incendeia"                                                                    | 2022 | 21                |                   | Não adicionado à nenhum álbum |
| "Papin" (com MC Caja)                                                          | 2023 | 52                |                   | Não adicionado à nenhum álbum |
| "Tá OK" (com Dennis)                                                           | 2023 | 4                 |                   | Não adicionado à nenhum álbum |
| "Tá OK" (Remix) (com Dennis, Maluma e Karol G)                                 | 2023 | —                 |                   | Não adicionado à nenhum álbum |
| "Faz um Vuk Vuk" (com DJ NK da Serra)                                          | 2023 | 1                 |                   | Não adicionado à nenhum álbum |
| "Recadin no Espelho" (com Luísa Sonza)                                         | 2024 | —                 |                   | Não adicionado à nenhum álbum |
| "—" denota títulos que não entraram nas paradas ou não foram lançados no país. |      |                   |                   |                               |